# Adi-budda
Adibuddha (chiń. 阿提佛陀 ātífótuó; kor. ajebult'a; jap. adaibutsuda; wiet. A-đê-phât-đa, Tối thắng Phật; tyb. mč'og.gi.dang.po'i.sangs.rgjas; mong. anghan burhan; pol. budda pierwotny; budda samoistny) – pierwotny, samoistny Budda.
Pojęcie to powstało w Nepalu w teistycznej szkole aiśvarika (Adibudda nosił tu nazwę Iśvara), ale właściwie idea ta nie była ogólnie przyjęta ani w samym Nepalu, ani nawet w Tybecie. W Chinach czy Japonii Adibuddha nie miał praktycznie wyznawców, chociaż szkoły amidystyczne uważają Amidę za Jednego Pierwotnego Buddę (Ichibutsu, a szkoły hossō, kegon, tendai i shingon czczą Vairocanę वैरोचन). Adibuddha ma przebywać w niebie Agniṣtha (w Nepalu było to 13, a w Indiach 10 niebo). Spokojny i odsunięty od bezpośredniej komunikacji ze światem utrzymuje z nim kontakt poprzez dhyāni bodhisattwów dzięki pośrednictwu dhyāni buddhów. Ani Adibuddha, ani dhyāni buddhowie nigdy nie schodzą na ziemię, ale pozostawiają wszelkie działania i sprawy świata dhyāni bodhisattwom. Inną ważną szkołą nepalską uznającą Adibuddhę była svābhāvika, która stała się później bardzo popularna w Chinach. Nazywany był Svabhāvą.
W mahajanie, zwłaszcza tybetańskiej, jest to jedyny Budda Samoistny (s. Svayambhū). Wszyscy inni buddowie, zarówno dhyāni jak i anuṣi, są jedynie jego emanacjami. Niezreformowane szkoły tybetańskie czczą Adibuddę pod imieniem Samantabhadry. Przedstawiany jest zwykle w pozycji lotosu, jednak nie ma ani korony, ani ozdób, a kiedy jego ezoteryczna postać jest przedstawiana nago, to – jeśli to jest malowidło – pomalowany jest na niebiesko. Częściowo zreformowane szkoły (np. tzw. Czerwone czapki) czczą Adibuddę pod imieniem Vajrasattvy. W buddyzmie vajrayāny szkół zreformowanych (żółte czapki) za Adibuddę uważa się Vajradharę (Tego, który trzyma piorun). Chociaż Adibudda jest buddą, to zawsze przestawiany jest w koronie i z tradycyjnymi ozdobami oraz odziany jest w drogocenny ubiór – a więc prezentuje się właściwie jak bodhisattwa. Partnerką jego jest Adidharma (Adiprajñā).
W Kālacakra Tantra mamy następujący opis Adibuddy:
Słowo pierwszy (s. Ādi) znaczy bez początku i końca, a oświecony (s. buddha) znaczy być oświeconym co do elementów istnienia (s. dharm), wolnym od wszystkich fałszywych pojęć. Dlatego będąc pierwszym i będąc buddą, jest on Pierwszym Buddą, bez powstania i bez śmierci, wszechwiedzący. Jak jest powiedziane w Pochwale Imion (s. Nāmasangīti):
Budda bez początku i końca, Pierwszy Budda bez towarzyszy,
Ucieleśnia Współczucie (sposoby) i Pustkę (mądrość)
I jest znany jako Kālacakra (Koło Czasu),
Gdyż Kāla (czas) wyraża jego względny aspekt
a Cakra (koło) wyraża Pustkę,
Lecz jest on ponad dualnością i jest wieczny.
Innymi, często spotykanymi określeniami Adibuddhy są np. Pustka (Śūnya), Prawda (Tattva), Mądrość (Bodhi) lub też Tathagatagarbha (Łono tych, co docierają do celu).